# Löffingen
Löffingen település Németországban, azon belül Baden-Württembergben. Lakosainak száma 7787 fő (2023. december 31.).

## Népesség
A település népessége az elmúlt években az alábbi módon változott:
| Lakosok száma | 4830 | 5348 | 5922 | 6012 | 6328 | 6975 | 7593 | 7955 | 7459 | 7787 |
|               | 1961 | 1967 | 1974 | 1980 | 1987 | 1993 | 2000 | 2006 | 2013 | 2023 |